# Véronique Trinquet
Véronique Trinquet   (Marsella, 15 de juny de 1956) és una tiradora d'esgrima francesa, ja retirada, especialista en floret, que va competir durant la dècada de 1970. És germana de la també tiradora d'esgrima Pascale Trinquet-Hachin.
El 1976 va prendre part en els Jocs Olímpics d'Estiu de Mont-real, on va guanyar una medalla de plata en la prova del floret per equips del programa d'esgrima.
En el seu palmarès també destaca una medalla de bronze a les Universíades de 1977.